# جوناثان إسترادا (لاعب كرة قدم)
جوناثان إسترادا (بالإنجليزية: Jonathan Estrada) هو لاعب كرة قدم أمريكي، ولد في 28 نوفمبر 2000 في سانتا آنا في الولايات المتحدة. لعب مع لوس انجلوس غالاكسي 2.

## وصلات خارجية
- جوناثان إسترادا على موقع قاعدة بيانات كرة القدم.إي يو (الإنجليزية)
- جوناثان إسترادا على موقع Soccerway.com (الإنجليزية)